# Klášter Varnhem
Klášter Varnhem (šv. Varnhems kloster) je cisterciácký klášter ve švédském Varnhemu v provincii Västergötland.
Byl založen jako královská cisterciácká fundace roku 1150 a prvotní konvent byl povolán z Alvastry v Östergötlandu. Mnoho let sloužil jako královská nekropole. Jsou zde pohřbeni Inge I., Knut I., Erik X., Erik XI., jarl Birger s chotí Matyldou a synem Erikem.

## Galerie

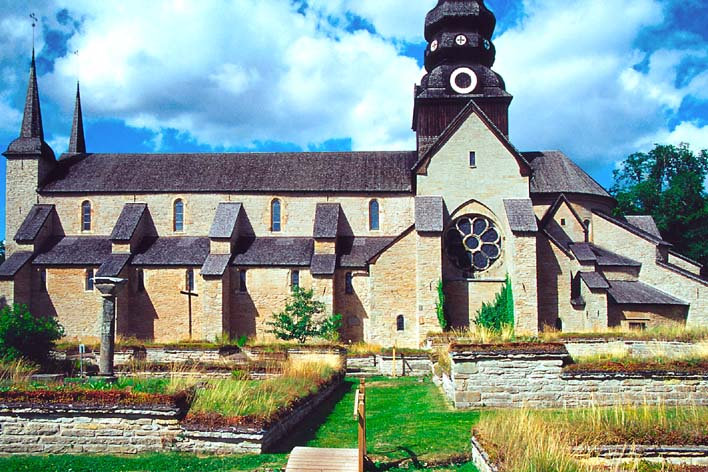
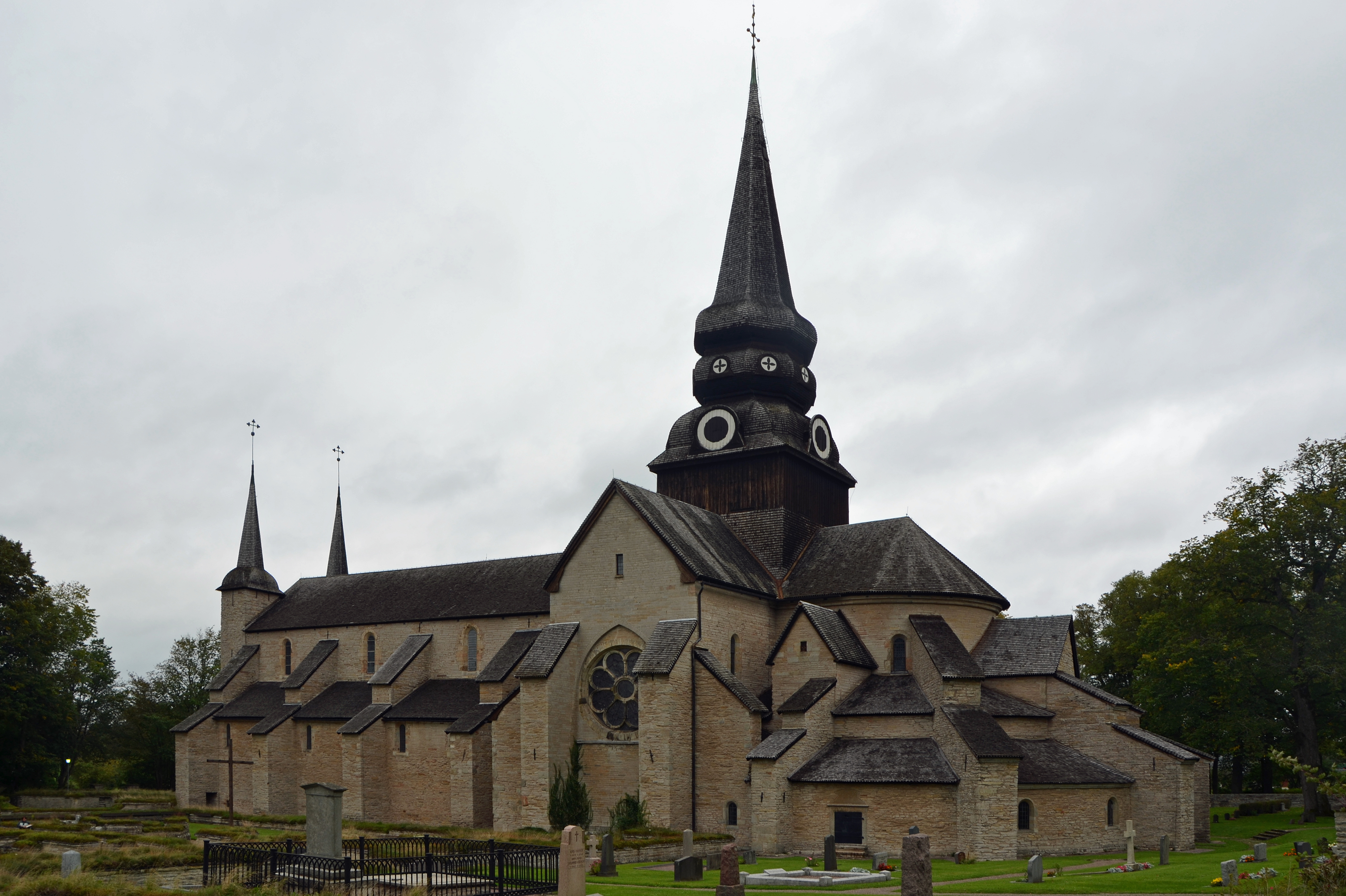
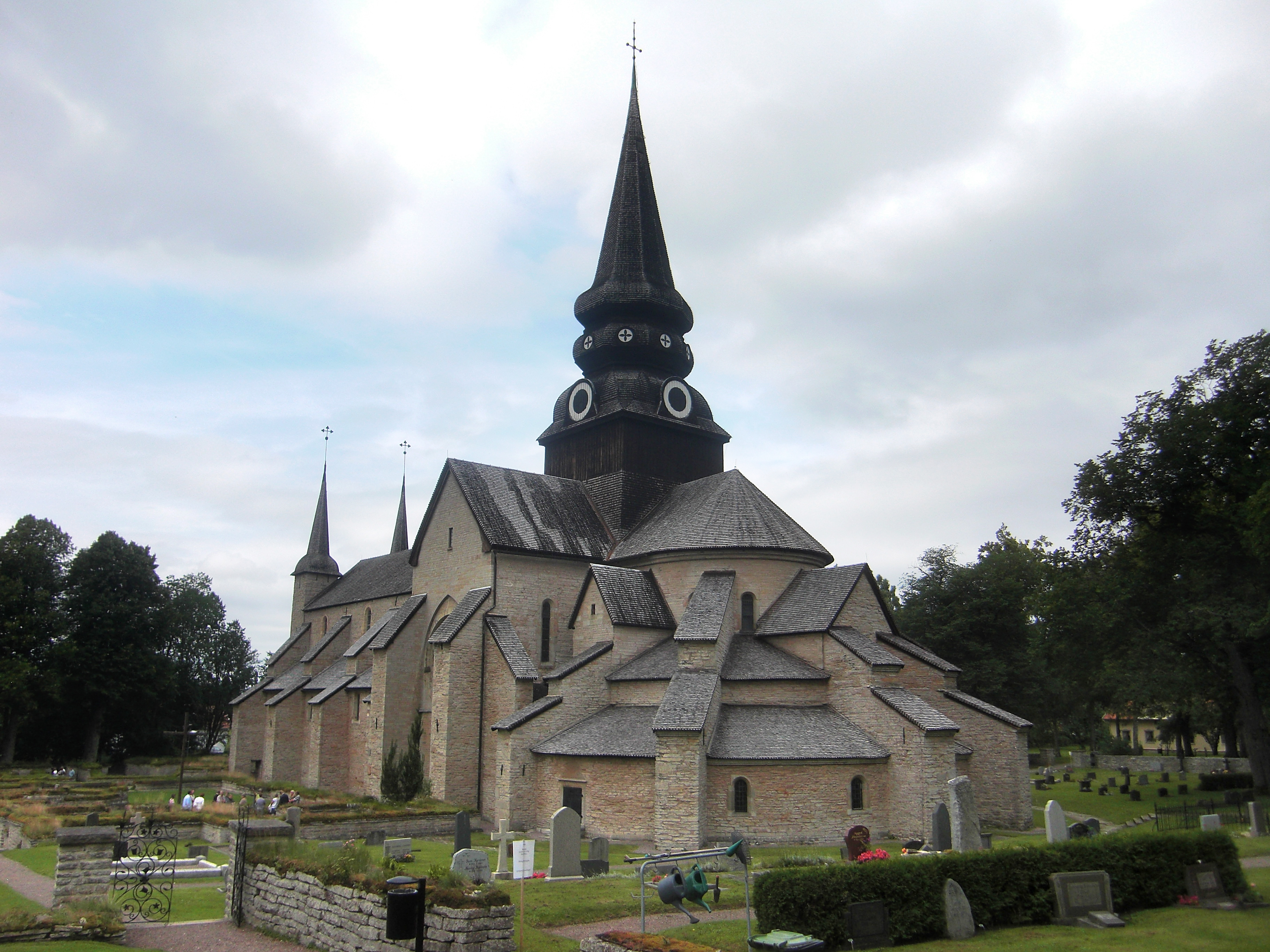
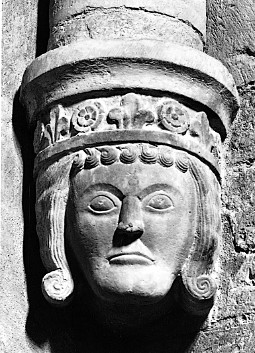
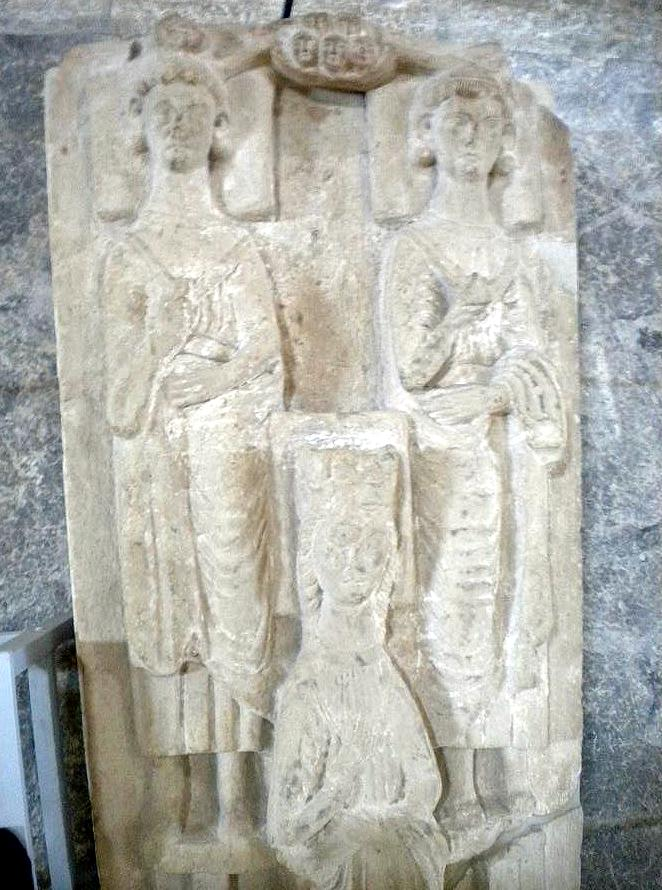
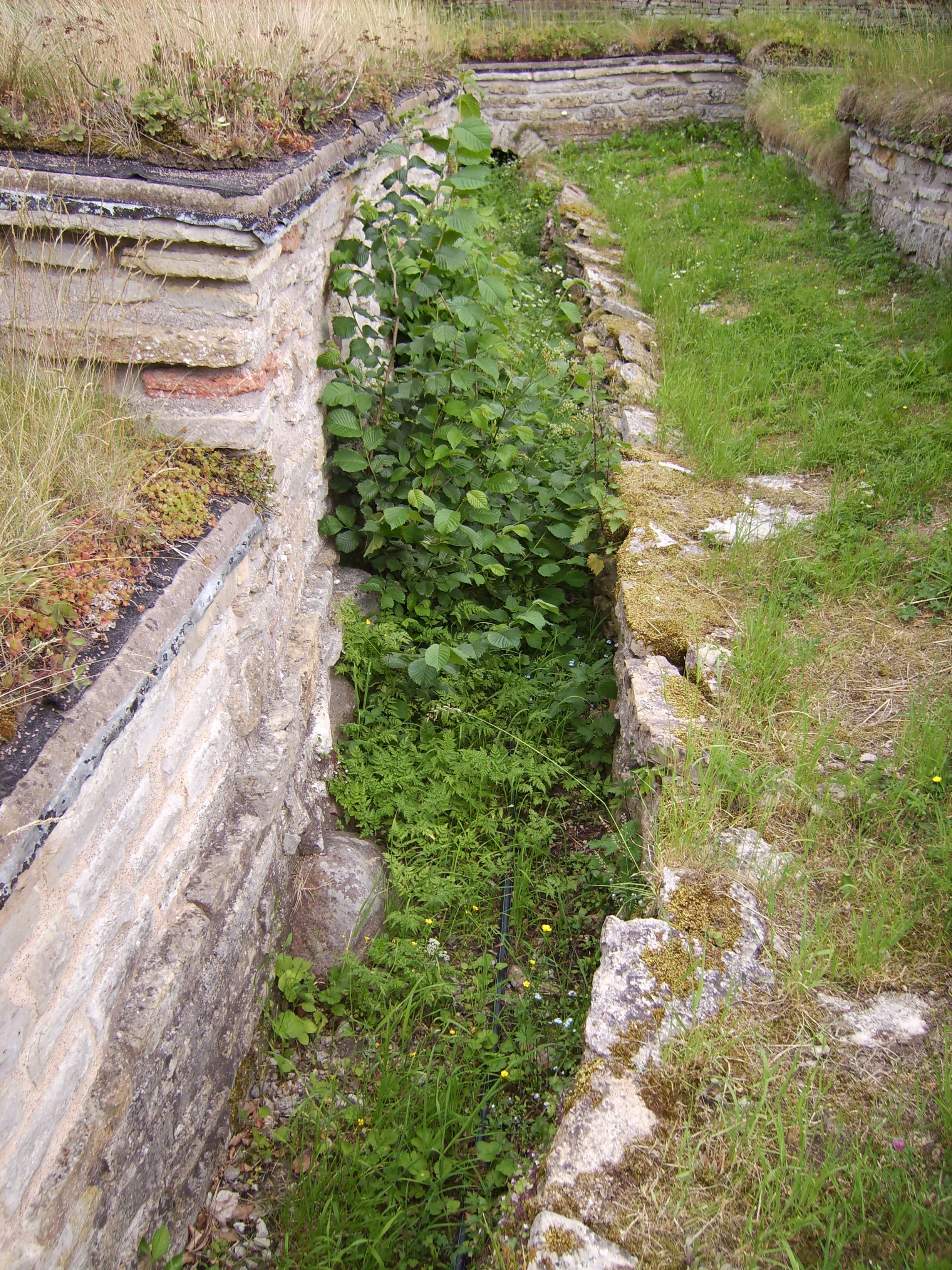
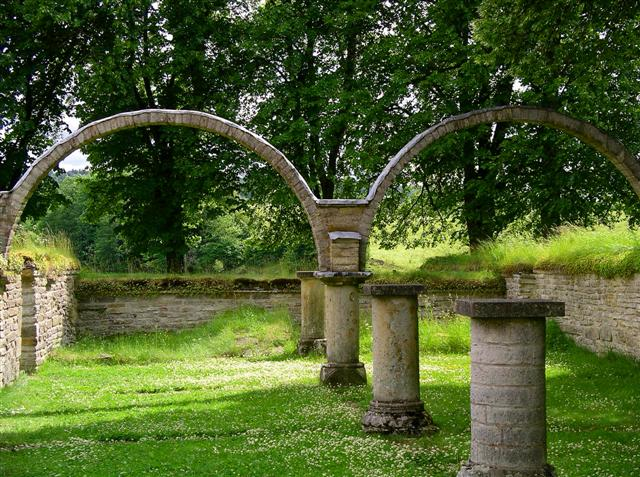